# Lewin Nyatanga
Lewin John Nyatanga (Burton upon Trent, Inglaterra, 18 de agosto de 1988), futbolista galés, de origen zimbabueño. Juega de Defensa y su actual equipo es el Bristol City actualmente descendido a la Football League One de Inglaterra. 

## Selección nacional
Ha sido internacional con la Selección de fútbol de Gales, ha jugado 34 partidos internacionales.

## Clubes
| Club                | País       | Año       |
| ------------------- | ---------- | --------- |
| Derby County        | Inglaterra | 2005-2006 |
| Sunderland AFC      | Inglaterra | 2006-2007 |
| Barnsley FC         | Inglaterra | 2007      |
| Derby County        | Inglaterra | 2007      |
| Barnsley FC         | Inglaterra | 2007-2008 |
| Derby County        | Inglaterra | 2008-2009 |
| Bristol City        | Inglaterra | 2009-2010 |
| Peterborough United | Inglaterra | 2010      |
| Bristol City        | Inglaterra | 2010-     |